# 동신중학교 (부산)
동신중학교(東新中學校)는 대한민국 부산광역시 동래구 명장동에 있는 공립 중학교이다.

## 학교 연혁
- 1975년 3월 1일 : 초대 문도갑 교장 취임
- 1975년 3월 5일 : 제1회 입학식 (647명), 개교 및 교훈 제정
- 1976년 4월 6일 : 교목 소나무, 교화 군자란으로 선정
- 1978년 2월 13일 : 제1회 졸업식(672명)
- 1979년 2월 19일 : 현 위치로 학교 이전(동래구 명장동 26-1)
- 2012년 3월 1일 : 선진형 교과교실제 학교 운영
- 2013년 2월 25일 : 학교강당 해랑관 개소
- 2018년 9월 5일 : 별별공간 상상마루 개소(3층 홈베이스)
- 2023년 10월 9일 : 부산다행복학교 재재지정(2024~2025, 2년간 운영)
- 2025년 1월 3일 : 제48회 졸업(졸업생 63명, 총 21,148명)
- 2025년 3월 1일 : 제19대 이성광 교장 취임
- 2025년 3월 4일 : 제51회 입학식(52명)

## 참고 자료
- 동신중학교 - 한국교육학술정보원 학교알리미